# Scatophila quadrilineata
Scatophila quadrilineata är en tvåvingeart som beskrevs av Gabriel Strobl 1900. Scatophila quadrilineata ingår i släktet Scatophila och familjen vattenflugor. Inga underarter finns listade i Catalogue of Life.